# Reformas Keiō
As Reformas Keiō (慶応の改革, Keiō no kaikaku) foram um conjunto de novas medidas políticas implementadas em 1866 pelo shogunato Tokugawa do Japão. Estes reformas foram promulgadas em resposta ao aumento da violência em particular no domínio de Satsuma, e noutros domínios do país. As primeiras medidas tomadas durante este período foram uma parte fulcral das reformas e alterações feitas durante o reinado do Imperador Meiji.